# 17935 Vinhoward
A 17935 Vinhoward (ideiglenes jelöléssel 1999 GX45) a Naprendszer kisbolygóövében található aszteroida. A LINEAR projekt keretében fedezték fel 1999. április 12-én.